# Duguetia reticulata
Duguetia reticulata är en kirimojaväxtart som beskrevs av Paulus Johannes Maria Maas. Duguetia reticulata ingår i släktet Duguetia och familjen kirimojaväxter. Inga underarter finns listade i Catalogue of Life.